# Sicyonis biotrans
Sicyonis biotrans är en havsanemonart som beskrevs av Riemann-Zürneck 1991. Sicyonis biotrans ingår i släktet Sicyonis och familjen Actinostolidae. Inga underarter finns listade i Catalogue of Life.